# ربکا اسمیت
ربکا کتی اسمیت (متولد ۱۷ ژوئن ۱۹۸۱) فوتبالیست سابق بین‌المللی نیوزلندی که به عنوان مدافع در تیم ملی فوتبال زنان نیوزلند بازی می کرد.
اسمیت متولد آمریکا بود اما به واسطه والدینش برای تیم ملی فوتبال نیوزلند به میدان رفت.
ربکا اسمیت دوره دبیرستان را در مدرسه چادویک در شهر پالوس وردس در ایالت کالیفرنیا گذراند. او در سال اول ورودش به مدرسه به بازی فوتبال می‌پرداخت و در سال ۱۹۹۹ میلادی از آن‌جا فارغ‌التحصیل شد.